# 德陽昊華清平
德陽昊華清平磷礦有限公司，簡稱德陽昊華清平磷礦、德陽昊華清平（英語：Deyang Haohua Qingping Linkuang Company Limited），在1964年由當時德陽市政府設立前身為「四川省清平磷矿」。現時為中國昊華化工集團（中國化工集團公司旗下）全資擁有。
現時業務在中國內地經營产销磷矿石產品，而董事長為向平，總部位於四川省绵竹市汉旺镇。

## 連結
- qplk.com （页面存档备份，存于）